# 적도 기니의 행정 구역

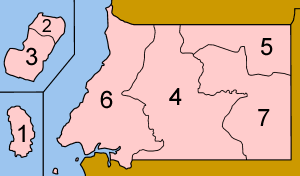
적도 기니의 행정 구역

적도 기니는 7개 주로 구성되어 있다. (괄호 안에 있는 내용은 주도)
1. 안노본주(산안토니오데팔레)
2. 북비오코주(말라보)
3. 남비오코주(루바)
4. 중남부주(에비나용)
5. 키에은템주(에베비인)
6. 리토랄주(바타)
7. 웰레은사스주(몽고모)
8. 지블로호 행정시(시우다드데라파스)

이 중 안노본주와 북비오코주, 남비오코주는 도서 지방에 속하는데 안노본주는 주 전체가 안노본섬에 속하며 북비오코주와 남비오코주는 비오코섬에 속한다. 또한 중남부주와 키에은템주, 리토랄주, 웰레은사스주는 대륙 지방인 리오무니에 속한다.

## 같이 보기
- ISO 3166-2:GQ